# Дембе (Соколовський повіт)
Дембе (пол. Dębe) — село в Польщі, у гміні Косув-Ляцький Соколовського повіту Мазовецького воєводства.
Населення — 160 осіб (2011).
У 1975-1998 роках село належало до Седлецького воєводства.

## Демографія
Демографічна структура станом на 31 березня 2011 року:
|          | Загалом | Допрацездатний вік | Працездатний вік | Постпрацездатний вік |
| -------- | ------- | ------------------ | ---------------- | -------------------- |
| Чоловіки | 89      | 13                 | 60               | 16                   |
| Жінки    | 71      | 15                 | 33               | 23                   |
| Разом    | 160     | 28                 | 93               | 39                   |